# Vingerdieren (geslacht)
De vingerdieren (Daubentonia) zijn een geslacht uit de familie van de Daubentoniidae, uit Madagaskar. De wetenschappelijke naam van het geslacht werd in 1795 gepubliceerd door Étienne Geoffroy Saint-Hilaire. Het geslacht omvat twee soorten, waarvan een uitgestorven is.

## Taxonomie
De volgende soorten zijn bij het geslacht ingedeeld:
- Daubentonia madagascariensis (Gmelin, 1788) – Vingerdier
- † Daubentonia robusta Lamberton, 1934